# Веллетрі
Веллетрі (італ. Velletri) — місто та муніципалітет в Італії, у регіоні Лаціо,  метрополійне місто Рим-Столиця.
Веллетрі розташоване на відстані близько 36 км на південний схід від Рима.
Населення — 53 213 осіб (2014).

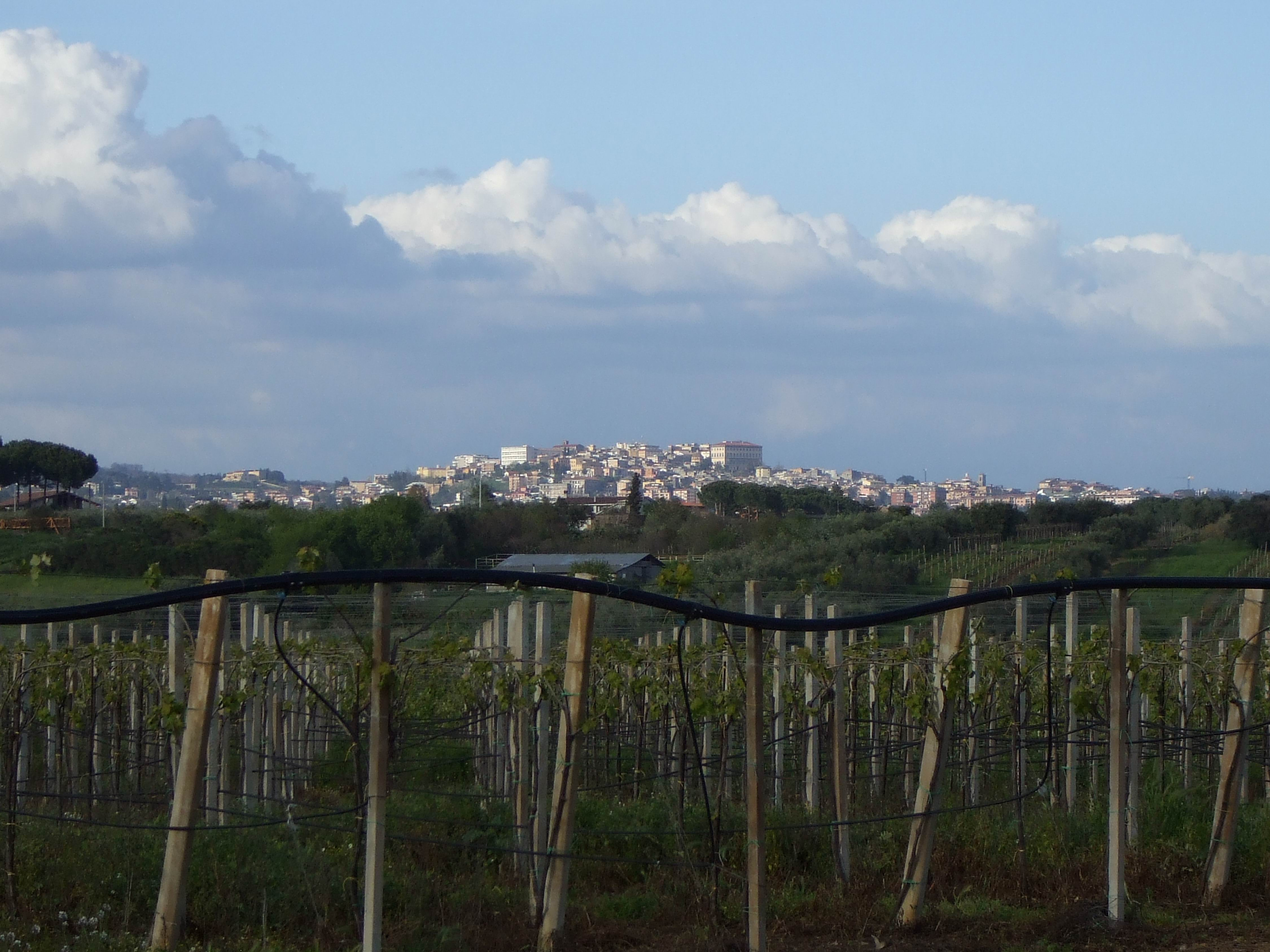

Щорічний фестиваль відбувається 23 листопада. Покровитель — San Clemente.

## Демографія
Населення за роками:

Станом на 1 січня 2023 року в муніципалітеті офіційно проживало 5016 іноземців з 101 країни, серед них 2597 громадян країн Євросоюзу та 191 громадянин України.

## Клімат
| Місяці               | Місяці | Місяці  | Місяці  | Місяці  | Місяці  | Місяці  | Місяці  | Місяці  | Місяці  | Місяці  | Місяці | Місяці | Пора | Пора  | Пора | Пора  | Рік   |
| Місяці               | Січ    | Лют     | Бер     | Кві     | Тра     | Чер     | Лип     | Сер     | Вер     | Жов     | Лис    | Гру    | Зим  | Вес   | Літ  | Осі   | Рік   |
| -------------------- | ------ | ------- | ------- | ------- | ------- | ------- | ------- | ------- | ------- | ------- | ------ | ------ | ---- | ----- | ---- | ----- | ----- |
| Темп. макс. (°C)     | 13.6   | 14.0    | 16.2    | 21.6    | 24.0    | 28.1    | 32.2    | 31.2    | 26.2    | 21.8    | 15.1   | 11.9   | 13.2 | 20.6  | 30.5 | 21    | 21.3  |
| Темп. сер. (°C)      | 9.3    | 9.6     | 10.8    | 15.0    | 17.6    | 21.6    | 24.3    | 24.0    | 19.2    | 15.7    | 10.0   | 6.8    | 8.6  | 14.5  | 23.3 | 15    | 15.3  |
| Темп. мін. (°C)      | 4.2    | 4.5     | 5.2     | 8.6     | 11.2    | 14.2    | 15.9    | 16.4    | 12.9    | 10.5    | 5.5    | 2.6    | 3.8  | 8.3   | 15.5 | 9.6   | 9.3   |
| Опади (мм)           | 52.8   | 178.6   | 124.2   | 76.2    | 72.1    | 18.0    | 7.4     | 11.4    | 33.3    | 66.0    | 51.3   | 52.6   | 284  | 272.5 | 36.8 | 150.6 | 743.9 |
| Роза вітрів (Вузлів) | NE 6.2 | ENE 6.8 | NNE 6.4 | NNE 5.3 | WSW 5.4 | NNE 5.6 | NNE 5.8 | NNE 6.2 | NNE 6.2 | NNE 6.3 | NE 6.6 | NE 7.5 | 6.8  | 5.7   | 5.9  | 6.4   | 6.2   |

## Уродженці
- Марко Ферранте (*1971) — відомий у минулому італійський футболіст, нападник.

## Сусідні муніципалітети
- Апрілія
- Артена
- Чистерна-ді-Латіна
- Дженцано-ді-Рома
- Ланувіо
- Ларіано
- Немі
- Рокка-ді-Папа